# 젤다의 전설 스카이워드 소드
『젤다의 전설 스카이워드 소드』（ゼルダの伝説 スカイウォードソード、영제：The Legend of Zelda: Skyward Sword）는 닌텐도에서 발매된 Wii용 액션 어드벤처 게임이다.

## 개요
젤다의 전설 스카이워드 소드는 『황혼의 공주』（2006）에 이어 두 번째로 발매된 게임이다.
하지만 『황혼의 공주』는 원래 닌텐도 게임큐브용 소프트로 개발되었다가 Wii로도 나온 작품이기 때문에 이 작품이 최초의 Wii 전용 젤다 게임이다.
Wii 모션 플러스（Wii 리모컨 플러스）를 이용, 플레이어의 동작을 반영하여 검을 휘두르는 방향이나 아이템 선택하기 등의 기능이 특징이다. 캐치 카피가 "농밀 젤다" 라 했듯이, 게임의 볼륨 뿐만 아니라 놀이 그 자체의 밀도로 중점이 옮겨졌다. TV CM에서 [젤다의 , 그 처음 이야기]라 나와 있듯 현시점에서 스카이워드 소드는 젤다의 전설 세계관에서 맨 첫 번째 게임이 된다
게임 잡지 『패미통』의 크로스 리뷰에서 리뷰 중 16번째, 젤다 시리즈 중 3번째로 40점 만점을 획득했다.
텍스트 표시에서 한자 요미가나를 표시하고 화면의 비율을 "4:3"에서 "16:9"로 변경할 수 있게 되었다
『바람의 택트』와 같이 스토리를 클리어하면 "어려운 모드"라 하는 고난도 모드를 플레이 할 수 있다. 이 모드에서는 『시간의 오카리나 3D』의 마스터 모드와 마찬가지로 적으로부터 받는 대미지가 2배가 되거나 하트의 출현 등이 변경된다.
이번 작품에서는 저장 방법이 기존과 크게 바뀌어, 필드나 던전 곳곳에 있는 조각상(새의 모뉴먼트)에서 저장할 수 있게 되어있다. 게임을 재개할 때는 마지막에 저장한 조각상의 앞에서 시작되며, 필드에 있는 조각상에는 정류장처럼 각각 이름이 있어 하늘에서 땅에 내려올 때 이용한 적 있는 조각상 앞에 착륙하거나 조각상을 통해 하늘로 올라갈 수 있다.
첫 번째로 클리어하면 그 책갈피로 '힘든 여행 모드'를 진행할 수 있다. 이 '힘든 여행 모드'는 일반적인 모드와는 다르게 링크가 공격을 받으면 데미지가 2배로 늘어난다.

### 삽화
그래픽은 인상파 회화를 연상시키는 밝은 터치의 색채가 특징이다. 인물의 캐릭터 디자인은 『황혼의 공주』에 가깝지만, 적 캐릭터나 고론족 등의 디자인은 『바람의 택트』나 『신들의 트라이포스』에 가깝다.

## 줄거리
하늘에 떠있는 섬 '스카이 로프트'. 그곳의 사람들은 자신만의 수호조 '로프트 버드'라 불리는 거대한 새와 함께 하늘을 날며 살아가고 있었다. 이 스카이 로프트의 기사학교에서 기사를 목표로 하는 청년 링크는 기사가 되기 위해 「새 타기 의식」에 참가한다.
우승하면 여신역인 젤다로부터 패러세일을 받고 바라던 기사가 될 수 있는 중요한 의식이었다. 다소 문제도 있었지만, 무사히 의식을 마치고 링크 젤다와 함께 기분전환으로 하늘을 산책한다. 그런데 비행 중 검은 회오리가 갑자기 두 사람을 덮쳐, 젤다는 운해 아래로 사라지고 링크는 의식을 잃는다. 희미해지는 의식 속에서 누군가의 목소리를 들으면서…
잠시 후 링크가 깨어나면, 그곳은 스카이 로프트 기사학교의 링크의 방이다. 젤다의 아버지이자 기사학교의 교장인 게포라에게 검은 회오리 탓에 젤다가 사라진 것을 말한 뒤 고대의 전설과 젤다가 남긴 말을 대조해 두 사람은 아직 젤다가 살아 있다는 희망을 얻는다. 링크는 그날 밤 학교에 나타난 수수께끼의 인물에 이끌리듯 스카이 로프트에 있는 여신상의 내부에 들어가고 여신상 안에는 돌 받침대에 꽂아진 한 검이 있었다.
링크를 이끈 수수께끼의 인물은 검의 정령「파이」. 파이는 링크에게 여신이 내린 사명이 젤다를 찾는 일과 연관되어있다 말하고, 떠날 것을 촉구한다. 젤다를 찾는 것과 고대의 전설이 링크의 일이었다고 자부하는 게포라는 올해의 기사의 제복인 '녹색 옷'과 '녹색 삼각모자'를 준다. 여신의 칼을 손에 들고 아직 스카이 로프트 주민 그 누구도 발을 디딘 적이 없는 구름 아래의 땅으로, 젤다를 찾기 위해 링크의 모험이 시작된다….

## 세계 설정
이번 작품에서는 '로프트 버드'라는 새가 주요 이동수단이 되며 빈 하늘공간을 자유롭게 날아다닐수 있다. 구름 아래의 세계인 '대지'의 필드도 이야기를 진행함에 따라 나아갈수 있게 되어있다.
시리즈 중 세계관상으로 가장 오래된 시대가 배경이며（그전까지 오래된 시대라 추정된것은 『시간의 오카리나』）지금까지의 작품에서 '퇴마의 검'으로밖에 알려지지 않은 마스터 소드와 '만능의 힘'으로만 알려진 트라이포스의 탄생 경위와 젤다가 왜 시리즈 상에서 "전설"인지 나와있다.

## 등장 인물

### 주요 인물
링크(リンク, Link)
성우：오오하라 타카시(大原崇)
플레이어가 조작하는 주인공이자 스카이 로프트에서 태어나 자란 청년, 기사가 된다는 목표를 위해 기사 학교에 다니고 있다. 멸종했다고 전해지는 진홍족이 링크의 로프트 버드이며, 소꿉 친구 젤다에게 끌려가는 경우가 많다.
젤다가 토네이도에 휩쓸린 밤, 여신상에서 만난 검의 정령 파이에 의해 여신에게 선정된 용사라는 것을 알고 여신의 검을 가지고 대지에 내려가 젤다를 찾아 모험에 나선다.
이번에도『황혼의 공주』Wii버전처럼 많은 이용자가 오른손잡이 인것을 고려하여 오른손 잡이가 되었다.（공식 일러스트에서도 오른손 잡이
젤다 (ゼルダ, Zelda)
성우：시마무라 유(嶋村侑)
스카이 로프트에서 자란 링크의 소꿉 친구이자 기사 학교 교장의 딸. 그녀도 기사 학교에 재학 중이며 이번 새타기 의식의 여신역할을 맡게 되었다. 로프트 버드는 보라색이며 평소에는 링크를 적극적으로 이끌고 있지만, 내심 걱정도 하는 것 같다.
새 타기 의식후 갑자기 발생한 토네이도에 의해 대지에 있는 봉인의 땅에 떨어진다. 그곳에서 만난 수수께끼의 할머니에게 자신이 여신 하일리아가 환생한 것이며 종언자를 봉인하는 임무를 맡고있다는 것을 듣고 각지의 신전에 있는 여신상에 기도를 돌리기 위해 순례를 떠난다. 그 순례에서 여신 하일리아의 기억을 되찾고 과거에서 온 임파를 따라 과거의 세계에 도착한다. 종언자의 봉인을 안정시키기 위해 봉인의 신전에서 영원한 잠에 들었다가 링크가 찾은 트라이포스의 힘으로 종언자가 봉인되자 오랜 잠에서 깨어났다. 하지만 기라힘에 의해 과거의 세계로 끌려가 종언자의 부활을 위해 영혼이 바쳐지지만, 링크가 종언자를 마스터 소드에 봉인하면서 드디어 링크와 재회한다. 엔딩에서는 아버지와 재회하고 작별 인사를 한후 링크와 함께 봉인의 땅에 남는다.
파이(ファイ)
성우: 후지무라 아유미(藤村歩)
링크를 이끄는 여신의 검에 깃든 정령이며, 마스터 소드를 의인화한 듯한 외모를 하고 있다. 용사로 선택받은 자를 이끌기 위해 여신 하이리아가 만든 존재로, 물건을 기계적으로 판단한다. 성별과 감정은 존재하지 않고 링크를 "마스터"라 부르며 충실히 섬기고 모험에 도움을 준다.
적이난 보스, 인물, 곤충등의 자세한 정보와 일어날수 있는 일, 링크가 해야 할 행동을 확률과 함께 조언하고 그 대사의 수는 역대 젤다시리즈의 네비게이터와 비교하여 가장 방대한 양을 자랑한다. 여신 하이리아가 남긴 말도 입력되어 게임을 진행 하는데 중요한 존재가 된다. 종언자와의 전투후 링크에게 감사의 말을 전하고 승인 해제가 되어 마스터 소드에서 깊은 잠에 들어간다.
버든(バド)
스카이로프트에 살며 기사 학교의 친구 크로와 자토 두 사람을 부하로 데리고 있다.
젤다를 좋아하며 링크를 라이벌시하고 있기 때문에 새타기 의식 전 링크의 로프트 버드를 숨기는등 대항심을 가지고 있었다.
젤다가 행방 불명이 된 후 완전히 우울해 하고 방에 틀여 박혀있었다가 스토리 중반 젤다를 찾기위해 링크의 뒤를 쫓아 대지에 내려간다. 처음에는 링크대신 자신이 젤다를 찾겠다 말하지만 링크와 젤다의 사명을 알게 되고 봉인의 땅 노파에게 설득되어 자신의 횡포스러운 행동을 고치고 자신밖에 할 수 없는 일을 모색하다 링크를 돕고 이후 의협심있는 성격이 되고 링크와 우정도 쌓아간다. 대지에서 지내는 사이 자신이 해야할일을 찾아 고향에 돌아가지 않고 대지에 남겠다 생각한다 (엔딩에서 측근 두명과 함께 스카이 로프트와 땅을 왕래한다)
수수께끼의 노파
봉인의 신전에 있는 수수께끼의 노파. 젤다에게 그녀의 사명을 전하고 링크의 모험을 이끈다.
그 땅에서 무언가 지키고, 봉인된 괴물이나 과거의 사건에 대해 알고 기라힘이 일으킨 토네이도에 의해 대지에 낙하한 젤다를 보호하고 그녀에게 나아갈 길을 알려주었다. 천공의 신전에서 기라힘과 링크가 처음 만났을 때 말한「터무니없는 여신의 노병」은 그녀를 뜻하는 것이다. 그녀의 정체는 임파이며 엔딩에서 젤다와 재회후 빛으로 소멸했다.
임파 (インパ)
성우：시모다 레이(下田レイ)
여신을 호위하는 시카족의 여전사(BOTW에서는 젤다의 보좌관이다)이다. 그 실력은 기라힘과 맞먹는다.(결과적으로 이긴 적은 없지만)
대지에 내려온 젤다에게 젤다가 여신 하이리아의 환생임을 말하고 과거의 세계로 인도한다. 엔딩에서 젤다에게 현대에 같이 가자고 권유를 받았지만 시간의 문의 처리를 위해 과거에 남는다.
『시간의 오카리나』와 다른 시리즈에서 등장하는 동명의 인물과의 관계는 밝혀진것이 없다.
기라힘(ギラヒム)
성우：가쓰 안리(勝杏里)
마족을 총괄하는 마족장, 자기 도취하여 잔인하고 종종 과장된 리액션을 취하기도 한다. 전투시 칼을 이용하여 싸우지만 몬스터를 소환, 조종할 수도 있다. 처음에는 링크를 하찮은 존재로 인식하고 신사적 행동을 하지만 거듭되는 패배와 실패에 거친 어조로 변화 해간다.
처음에는 현대의 젤다를 이용하여 마족의 왕(종언자)를 부활 시키려 하지만, 트라이포스의 힘에 의해 실패, 시간의 문을 통해 과거에가서 "종언자"를 부활시키려 한다. 그 정체는 종언자의 검에 깃든 정령이며, 어떤 의미에서는 파이와 비슷하다 할 수 있다. 종언자의 부활에 집착 한것도 마스터인 종언자가 건재한 것이 그의 존재 이유 이였기 때문이다. 종언자가 부활할 때 스스로 칼로 변하였고 종언자가 쓰러질때 함께 사라졌다.
봉인된 괴물(封印されしもの)／종언자(終焉の者)
성우：모가미 스구오(最上嗣生)
기라힘이 부활시킬려한 존재, '마족의 왕'이나 '악한 존재'등으로 불리며 오래전 트라이포스를 노리고 대지를 공격했지만 여신 하일리아에 의해 봉인된다. 그러나 여신의 힘으로도 완전히 봉인할 수 없었으며 정기적으로 봉인이 약해져 부활하는 것까진 막을 수 없었다.
링크가 가진 여신의 검(=마스터 소드)에 반응하여 부활 간격을 점차 단축하고 있었지만 결국 링크가 트라이포스에게 빈 소원으로인해 소멸한다. 그러나 현대의 부활을 포기하고 과거로 간 기라힘이 여신 하이리아의 힘을 가진 젤다의 영혼을 바쳐 "종언자"를 부활시키고 트라이포스를 마족의 것으로 하려 하지만 링크에 의해 의식을 마스터 소드에 봉인당한다.
후 시리즈와 관련은 확실히 나와있진 않지만 본래 종언자가 죽을 때 영원히 여신 하일리아의 영을 이어받은자와 용사의 환생이 나의환생과 싸워서 봉인하고 다시부활을 반복할 것이다,라는 의미심장한말을남겼다(그러면 가논돌프는 종언자가 겔드족의 100년에한번 태어나는 남자의 형태로 환생한 것이고 마수가논은 가논돌프가 마수의 형태로 변신한 것이고 BOTW에서 재앙가논은 가논돌프가 거듭되는 패배로 증오와 분노가모여 원념에 사로잡힌형태다 라고 할 수 있을것이다). 또한 봉인의 땅에서 봉인된 괴물의 모습으로 부활했을 때 링크가 가끔 꿈에서 본 눈이 없고 큰 입을 가진 검은 괴물의 모습으로 봉인에서 완전히 벗어나지 못하고 있었다. 불완전한 모습, 힘도 완전히 돌아 오지 않은 상태이지만 해방되면 확실히 대지를 멸망시킬 정도의 힘을 가지고 있다는 것과 그 모습은 보는 사람에 따라, 시대에 따라 다르다는 것을 파이에게서 알 수 있다.
『닌텐도 공식 가이드 북 '하이랄 히스토리아 젤다의 전설 大全'』에 게재되어있는 히메 카와 아키라의 만화화 버전에는 투구를 쓰고 날카로운 송곳니와 발톱을 기른 거인의 실루엣으로 그려져 있다.

### 스카이 로프트
링크가 사는 창공위의 섬이다. 여신의 가호로 온도가 항상 일정하며, 이곳에 사는 사람들은 모두 수호조인 '로프트버드'를 받는다.

#### 기사 학교
링크가 다니고 있는 기숙학교, 작품내에서 젤다 시리즈와 동일한 개교 25주년을 맞이하고 있다.
크로(ラス)
『소심하고 속은 검은 사람』기사학교의 학생이자 링크의 동급생, 버든의 측근중 한명이며 몸집이 작다.
버든에게 붙어있는 것은 그의 권세를 빌리는 것이 유익하다 판단했기 때문, 버든이 대지로 내려한 후 그의 방을 차지한다. 상급생인 루미를 좋아하여 링크에게 연애편지를 전해달라 부탁하지만 링크의 행동에 따라 유령의 손에게 마음이 전해져 밤에 나타나는 그녀 때문에 악몽을 꾸게된다. 루미에게 주어도 그의 연애는 실패하고 만다.
자토(オスト)
『키가 크고 과묵한 사람』기사학교의 학생이자 링크의 동급생, 버든측근의 한사람으로 크로와 대조적으로 키가 크다.
곤충 매니아이며 링크가 모은 벌레를 매입해주거나 후에 적란운 안의 곤충섬에서 곤충잡기 게임을 운영한다.
크렌(セバスン)
링크의 기사학교 동급생, 파이에게서 『섬세하고 약한사람』이라 불리지만, 링크의 행동에 따라 호박을 가볍게 던질정도로 성장한다
소극적인 성격과 약한 몸을 걱정하여 밤에 몰래 자신의 방에서 팔 굽혀 펴기를 하며, 링크가 젤다를 찾아 여행을 떠나 있다는 것을 아는 몇 안되는 인물중 하나다.
루미(クラネ)
기사학교 고등부에 소속 된 둥근 모자를 쓴 소녀.
쿨한 성격을 가지고 있지만, 실은 벅크를 좋아하며 링크의 행동과 선택에 따라서는 벅크와 사귀게 된다
벅크(キコア)
기사학교 고등부에 소속된 청년.
밝은 성격에 고지식하지만 조금 융통성이 없는 면도 있다. 집 사정으로 기숙사에 묵지 않고 밤에 순찰 아르바이트를 한다. 루미를 좋아하며 처음에는 신경쓰지 않았지만 링크의 행동과 선택에 따라 자신의 마음을 알고 그녀와 사귀게 된다.
게포라(ゲポラ)
『따뜻하고 애정많은 사람』기사학교의 교장이자 젤다의 아버지이다.『시간의 오카리나』에 등장하는 케포라게보라와 비슷한 얼굴을 하고 있다.
링크에게 행방불명된 젤다를 찾아달라 요청하고 엔딩에서는 대지에 내려와 젤다와 재회한다.
아울(アウール)
『식물 애호가』기사학교의 교사, 실기를 담당하는 식물학자, 매일 희귀식물을 찾고 모으고 있다.
스토리 중반에서 링크와 링크의 로프트 버드에게 스핀 어택을 전수 해준다.한 큐이족을 돌보나 큐이족은 달가워하지. 않는다.
호넬(ホーネル)
『동물 애호가』기사학교의 교사, 학과를 담당하고 있다.
동물의 관찰과 사육을 좋아하며, 평상시에는 게포라 교장의 미미를 돌보고 있다.미미를 좋아한다
헤나(ヘーナ)
『활발하고 활기있는 사람 』기사학교의 주방을 맡고 있다, 근속 25년이다.
까다로운 성격으로, 때로 학생이 일으키는 문제에 쓴소리를 하는 일도 종종 있다.
이글스(イグルス)
『씩씩한 사람』기사학교의 옆에 있는 검도장에서 링크에게 검과 방패를 사용하는 방법을 알려준다.
호박 바의 따뜻한 호박 스프를 좋아한다.
유령의 손
본명훼니(フェニー). 스토리 중반부터 밤마다 기사학교의 화장실에 나오는 수수께끼의 손으로, 종이를 달라 한다. 파이에 따르면 생전 젊은 여성이였다 한다. 크로의 연애편지를 전해주면 그에게 감동하여 매일 밤 그에게 나타난다.
밤에 화장실에서 손만 나타나는 것과 종이를 달라는 것등 지금까지 나온 시리즈인 『무쥬라의 가면』이나『이상한 나무 열매』에 등장한 수수께끼의 손과 관련된 부분이 많다

#### 쇼핑몰
스카이 로프트의 중심에 있는 쇼핑몰. 여행에 필요한 물건은 대부분 여기서 얻게 된다. 배경음악은 가게에 따라 파트나 리듬등이 바뀐다.
도르콘(ドルコ)
『호쾌한 사람 』쇼핑몰에서 고물 가게를 운영하는 장인. 아이템의 개조나 방패수리를 해준다.
조상이 가진 고대로봇을 가지고 있다가 나중에 링크의 도움으로 로봇을 살보로 되살린다.
스패로(スズハ)
『예감 적중하는 사람』쇼핑몰에서 점집을 운영하는 점쟁이.
파이에 따르면, 동그란 눈동자로 수정 구슬을 들여다 보면 미래가 보인다 한다.
코킨(コーキン)
『장사를 잘 하는 사람』쇼핑몰에서 도구점을 운영하는 남자. 항상 낮은 자세로 손을 비비며 접객하지만 아무것도 사지 않으면 싫은 얼굴을 한다.
집에서 링크가 모은 아이템을 매입하지만 태도와 성격이 달라진다.매입하는 보물은 가치에 따라 그 값이 다르고 없는 보물을 팔려 하면 실망한다.
만다(マンダ)
『쾌식 숙면하는 사람』쇼핑몰에서 남편 아린과 물약가게를 운영하는 여성. 주로 호객을 담당한다.
아린(アリン)
『육아하는 남편』만다의 남편이며 물약가게 옆에서 물약을 곤충과 조합하여 물약의 효력을 높혀준다.
아내에게 따르는 편이며 육아도 그의 담당이다.그런 그에게 딸랑이는 필수품으로 링크가 찾아주면 감사의 마음을 얻게 된다.
피코(ジャクリーヌ)
『순정 가련한 사람』쇼핑몰에서 보관가게를 운영하는 여성이며 잭슨의 딸이다. 항상 멋진 만남을 추구하기 때문에 접객에 소홀이 하고 있다.
링크가 보관가게를 왕래하면서 점점 링크를 좋아하게 된다. 선택에 따라 사귐과 헤어짐이 결정된다.
조나(ジョナ)
『요리 잘하는 사람』쇼핑몰에서 식당을 운영하며 가르의 어머니이다.
요리 연구가이기도 해서 새로운 맛의 추구에 여념이 없어서 손님과 아들을 기다리게 한다.

#### 기타
겔랑(ゲラン)
『낭만 중년』스카이 로프트에서 수리공으로 일하는 남성. 아내 앨리스와 딸 쿠기가 있다.
드문 예술감각으로 여러 타일을 이용해 만든 아름다운 거리는 그의 대표작이기도 하다.적란운으로 갈 때 도움을 준다.
앨리스(アリス)
『천연 주부』겔랑의 아내. 천연적 성격으로 남편에게 예술적 영감을 준것으로 알려져 있다.딸 쿠기가 있다.
쿠기(クーコ)
『순진 무구한 아이』겔랑과 앨리스의 딸. 어린 나이때문에 두려움 없이 마귀 모르제코에게도 겁 없이 찾아간다.
가르(ガル)
『장난 꾸러기 소년』조나의 아들. 장난끼가 많으며 곤충을 매우 좋아한다.
파로우(パロウ)
『소박한 청년』스카이 로프트에서 손꼽히는 실력을 가진 로프트 버드를 이용하는 남자
키나의 오빠이며 키나와 함께 버드 남매라 불린다.
키나(クイナ)
『소박한 소녀』스카이 로프트에서 손꼽히는 실력을 가진 로프트 버드를 이용하는 여자
섬의 남서쪽에 있는 룰렛 섬을 보러 갔다가 로프트 버드가 부상 당하지만 부탁을 받은 링크에게 도움을 받는다.
잭슨(ジャクソン)
『멋진 검사』스카이 로프트 북쪽의 대나무섬에서 검 수행에 힘쓰는 남성. 쇼핑몰에서 일하는 재클린의 아버지이다.
대나무 베기 게임을 운영하며 딸을 과보호하고 그녀에게 남자가 접근 하지 않을까 항상 걱정한다.
루피아(ルピア)
『낙천적 사람』벅크의 어머니.고지식한 아들과 달리 낙천적이고 지저분한 성격이다. 특히 청소를 안하는 집은 항상 먼지투성이이다.
아들이 번 돈을 청소해주는 가정부에게 써버려서 벅크가 힘들어 한다.
오타카(オタカ)
『탐욕스러운 부인』코킨의 어머니이다.골동품 수집이 취미인 여성이다.
링크가 골동품을 망가뜨리면 변상을 하라 하지만 골동품이라 생각되지 않을정도로 저렴한 가격을 청구한다.
미호(ミホ)
도루코의 어머니
아들의 취미를 이해하지 못하고 작업으로 옷을 더럽히는 아들을 바보취급하고 있다.
루크(ローク)
『은거노인』쇼핑몰의 식당에 다니는 남자. 링크가 같은 테이블에 앉으면 음식을 한 턱 내주거나 작은 비결을 알려준다,
손자가 스카이 로프트의 엘리트 구조대인것을 자랑스럽게 생각하며 지나가는 사람들로부터 손자의 이야기를 듣는 것을 기대하고 있다.
더빙(ダブ)
『미식,대식가』쇼핑몰의 식당에 다니는 자칭 미식가 남자.
식당의 요리는 마음에 들어하지만 나오는 속도가 느린것에 불만을 느끼고 있다.
푸킨(プーキン)
『고집 불통한 사람』스카이 로프트의 남쪽에 있는 호박바의 마스터.
링크의 행동에 따라 가게의 샹들리에를 떨어뜨려 배상을 위한 아르바이트를 시킨다.
바호(パナン)
『천진난만한 사람』푸킨의 딸, 호박바의 인기 여성이다.
노래를 잘 하며 링크가 여신의 하프를 가지고 가면 퀘스트가 생긴다. 호박 밭을 갈아줄 사람을 찾고 있다.
로스타(ロスター)
『꿈을 보는 노인』 호박바에 다니는 노인. 기사학교 식당에서 일하는 헤나의 남편.
무서워하면서도 믿음이 강한 성격이다. 자신의 이야기를 제대로 듣는 사람은 없지만, 어느 날 밤 우연히 목격한 모르제코를 계속 두려워 하고 있다.
미치루(ミチル)
호박바에 다니는 청년. 파이에 따르면 스카이 로프트의 주민중 드물게 개성이 없고, '보통 청년'이라 불린다고 한다.
호박바의 바호를 좋아한다.
테리(テリー)
『방랑상인』스카이 로프트의 위에서 돌아다니는 이동 점포 '테리 숍'을 운영하는 청년『바람의 택트』에 등장한 테리와 거의 비슷한 캐릭터지만, 관계는 불명이다.
쇼핑몰에서 살수없는 레어 아이템을 팔지만 고액이다. 물건을 보고 아무것도 사지 않고 가게를 나오려 하면 화를 내며 줄을 당겨 가게에서 떨어뜨린다.
하늘의 북동쪽섬에 집이 있고 그곳에서는 차분한 성격이고 목소리와 말투도 변한다. 도께비 대왕 풍뎅이를 각별히 사랑한다.
도도(ドド)
『오락 남자』스카이 로프트의 남서쪽에 있는 룰렛섬을 운영하는 광대차림의 남자.
등 뒤에 달고있던 룰렛모양 장식을 대지에 떨어뜨린후 실망하고 있었지만, 링크가 다시 되찾아준후 룰렛섬에서 룰렛게임을 할 수 있게 된다.
토루비・얀카・호그(トルビ・ヤンカ・ホーグ)
스카이 로프트 경비대의 3명으로 녹색 옷을 입은 남성이 토루비, 빨간 옷을 입고있는 여성은 얀카, 파란옷을 입은 차분한 목소리의 남자가 호그이다.
3명 모두 링크가 스카이 로프트에서 다이빙 장소 이외의 곳에서 낙하하면 다시 올려주고 주의를 준다.
모르제코(モルセゴ)
『착한 악마』스카이 로프트 묘지 아래에 있는 은신처에 사는 거대한 날개를 가진 마물. 스카이 로프트에서 몬스터가 출몰하는 원인을 만든 인물이다.
마물이면서 친절한 성격으로 인간과 친해지고 싶어하지만, 모습때문에 사람들에게 다가갈수 없어서 링크에게 모으면 인간이 될 수 있다는 '감사의 마음'을 모아 와달라 부탁한다. 황혼의 공주에서 나오는 조반니와 비슷한 인물. 링크가 '감사의 마음'을 모두 모아오면 인간이 되고 계속 방문하고 싶었던 쇼핑몰에 나타난다. 자신이 스카이 로프트에 몬스터를 나타나게 하는 원인이란걸 알고 충격을 받지만 인간으로서 스카이 로프트 주민이 되기 위해 노력한다.

### 필로네 지방
정령 수룡 필로네(フィローネ)
플로리아 호수에 살고 있는 거대한 수룡으로, 여신 하이리아에 의해 필로네 지역을 맡게 되었다.
기라힘에 의해 상처를 입고 링크에게 상처를 치료하는 성스러운 물을 가지고 와달라 요구한다.스토리 후반에 필로네의 숲에 생겨난 몬스터들을 없애기 위해 숲을 수몰시킨다. 엄격하고 까다로운 성격을 가지고 있어 수룡을 알고 있는 사람들은 마음에 들지 않는 사람들은 먹혀버릴거라고 우려하고 있다.
『황혼의 공주』에 나오는 같은 이름의 빛의 정령과의 관계는 불명.

#### 큐이(キュイ)족
필로네의 숲에 살며, 겁 많은 성격이고 외적이 오면 엎드려 풀처럼 위장한다.
장로를 포함 5명이 있지만 실제론 큰 나무위 결명이라는 큐이족이 있으므로 총 6명이 있다.
6명의 각각의 이름은 일본 차의 이름에서 유래했고, 결명을 제외한 큐이족은 지도에서 위치를 알 수 있다.
둥글레(マチャー)
링크가 처음 만난 큐이족. 처음에 보코블린에게 습격당하고 있던것을 링크가 도와주었다.
무기(ムギー)
큐이족 제일의 겁쟁이. 처음에 몬스터로부터 피하기 위해 나무위에 올라가 있었지만, 반대로 내려갈수 없었던것을 링크가 도와주었다.
세부리(セブリー)
큐이족 제일의 멍청이. 처음에 전망대 근처 언덕의 풀숲에 숨어있었다.
어떤 일 이후 지도에서 모습이 사라지지만 어느 장소에 숨어있던 본인 말하길 링크가 바로 찾아서 실망했다 한다.
코부(コブー)
큐이족 제일의 덜렁이. 처음에 구멍 아래에 있는 숨겨진 통로의 끝에 숨어있었다. 다른 더 평화로운 곳으로 이주하길 바라고 있다.
링크의 행동에 따라 스카이 로프트의 호넬 선생의 식물로서 살지만 숲에서 살던 때와 별로 다르지 않은 것에 실망한다.
녹로(ギョクロー)
큐이족중 특히 큰 장로로, 어떤 위기 상황에서도 혼란해 하지 않는다.
처음에 몬스터에게 당해 뿔뿔히 흩어진 큐이족들을 찾고 있었다. 링크가 모두 찾아준 후에는 새총을 준다.
결명(ホウジー)
큰 나무위에 사는 큐이족의 신선. 항상 나무위에서 자고있는 시간이 많아 최근에는 다른 큐이족들도 그의 존재를 모른다.
수룡 필로네와는 구면이지만 동시에 필로네를 두려워하고 있다.

#### 패러리(パラゲ)족
플로리아 호수에 사는 해마와 비슷한 종족이며 조라 족과 달리 육지에 올라올수 없다.
해파(ラゲー)
패러리족의 족장, 동족중 지능이 가장 높지만 약간 두목 행세하는 성격. 몬스터에게 당해 상처를 입은 필로네의 치료를 부탁한다.

### 올딘 지방
정령 화룡 올딘(オルディン)
불을 맡고 올딘 지역의 통치자이다.
차분한 성격을 하고 있지만 자신의 힘을 폭발시켜 화산을 폭발시킬수 있다. 수다를 좋아하는 것 같다.
필로네와 『황혼의 공주』에 나온 같은 이름의 빛의 정령과의 관계는 불명.

#### 두그마족
올딘 지역에 사는 두더지모습의 종족. 날카로운 발톱으로 땅을 파서 지하에 있는 경우가 많다.
부족의 특성상 보물을 좋아하며, 스스로를 '보물 사냥꾼'이라 칭한다. 각각의 이름은 광석의 이름에서 유래했다.
이론
링크와 처음 만나는 두그마족. 몬스터가 가진 보물을 가지려고 코발과 함께 대지의 신전에 들어가지만 폭탄 주머니를 떨어뜨려 링크에게 가져와 달라고 부탁하지만 되찾아온 링크에게 폭탄주머니를 준다.
땅을 파고 어디든지 갈 수 있는데도 신전의 열쇠를 찾으려 하는등 다소 부족한 부분이 있다.
코발
이론의 친구. 대지의 신전에 들어가지만 이론을 놓쳐 걱정하고 있었다.
무씨
상업을 하는 유일한 두그마 족. 대범하고 의젓한 성격으로, 하얗고 뚱뚱한 몸에 둥근 안경이 특징. 올딘화산 중턱에 있는 동굴에서 '두근두근 루피파기 게임'을 운영하고 있다.
다른 두그마 족은 루피를 쉽게 얻을 수 있어 손님이 되어주지 않기 때문에 링크에게 단골 고객이 되길 부탁한다.
니켈
단발 머리가 특징이다. 두그마 족중에서 털털한 성격의 소유자
리스타
드레드 헤어가 특징인 두그마 족. 젤다를 쫓다가 임파를 목격한다. 후에 '두근두근 루피파기 게임'의 성공 비결을 가르쳐 준다.
마키
눈주위가 파랗고 금발의 모히칸 머리가 특징.
치타
지하에서 튀어나와 링크에게 구멍 파기의 묘미와 주의 등을 가르쳐 준다.
호즈
붉은 갈색 머리가 특징인 두그마족. 링크에게 폭탄 사용에 대해 가르쳐 준다.
수토리 중반에서 천공의 신전을 방문, 후에 공략에 팁이 된다.
골두
두그마족의 족장으로 족장자리를 다음 세대에게 물려주고 노후를 새로운 곳에서 살고 싶다 생각한다. 두그마족이 사용하는 '두더지 장갑'의 고안자
링크의 행동에 따라 호박바에서 일하게 되고 파난에 대해 긍정적인 태도를 보이게 된다.
푸치나
둥근 몸이 특징인 보물 사냥꾼. 과거의 대제전에서 링크와 만난다. 욕심많은 성격으로 보물에 대한 집착은 패커도 걱정하고 있다.
스토리 후반에 어떤 이벤트로 아이템을 모두 빼앗긴 링크에게 두그마 장갑을 되찾아 주고 다른 아이템이 숨겨진 보물 상자의 내용을 지도에 표시해주는 등 활약을 보인다. 다른 두그마 족과 다르게 목소리의 음질이 다르다.
실바
긴 머리가 특징인 보물 사냥꾼. 과거의 대제전에서 몬스터에게 잡혀있다가 링크에게 도움을 받았다. 도와준 답례로 두더지 장갑의 개량형 '두그마 장갑'을 준다.
패커
금니가 특징인 보물 사냥꾼. 과거의 대제전에서 몬스터에게 잡혀있던 동생 실바를 도와주고 실바의 장갑을 끼고 있는 링크에게 보물 지도를 전해준다.

### 라넬 지방
정령 뇌룡 라넬(ラネール)
번개를 다스리는 대정령이자 라넬 지방의 통치자. 기계인들의 창조자이기도 하다.
한때 심한 병을 앓고 현대에는 사망하지만 시공석의 힘으로 일시적으로 부활했다가 링크가 가져온 생명의 열매로 완전히 회복하고 이후 현대에서도 생존하고 있다.매우 친절하고 링크에 의해 부활되고 나서 사이렌의 재현이나 보스배틀을 할 수 있게 해준다. (어려운 모드에서 종언자가 추가된다) 보스배틀을 8연승 하면 결코 부서지지 않는 방패인 '하일리아의 방패'를 얻을 수 있다.
필로네와 올딘, 『황혼의 공주』에 나온 같은 이름의 빛의 정령과의 관련은 불명.

#### 기계인(機械亜人) RS-301
라넬 지방에서 시공석 채굴 작업을 위해 만들어진 기계인. 기본적으로 고유이름은 가지지 않는다. 현대에는 모든 기계인이 고장난 상태이기 때문에 대화를 위해선 시공석으로 주변의 시간을 되돌려 부활시키는 수 밖에 없다. (살보만 도루코가 수리하여 현대에서도 움직인다.)
살보(サルボ)
스카이 로프트에 있는 유일한 RS-301S 타입. 도루코의 조상이 땅에 있는 물건을 가져오는데 사용했으며, 머리에 비행용 프로펠러가 있고 현대에는 고장나 있었지만 링크와 도루코에 의해 고쳐진다.
링크를 '녹색주인'이라 하면서 무시, 난폭한 태도를 보이지만, 파이에게 첫눈에 반하고 그녀를 위해 땅에 떨어진 물건을 스카이 로프트로 올리거나 주머니에 넣을 수 없는 물건을 운반한다.
라넬 지방 출신으로 라넬 지방에 오면 그리운 느낌이 든다고 한다.
캡보트(クックボ)
넬의 불꽃을 탑재했던 배의 선장이였다. RS-301C 타입으로, 큰 수염이 특징이다. 배가 해적에게 습격을 당할 때 탈출하고 그 뒤에 라넬 사해에서 고장난 채로 있었다. 링크가 보트에 탑재된 시공석으로 시간을 되돌려 부활하고 동료구출을 위해 링크와 함께 배를 수색한다.
다른 기계인들과 달리 자신이 시공석에 의해 부활했다는 것과 배와 떨어지면 자신은 움직이지 않게 된다는 것, 다른 RS-301기계인과 해적들이 지금은 사망했다는 것을 이해하고 있다.

### 기타 지역

#### 암석인 고론(ゴロン)족
처음으로 지상에서 만나는 종족. 나중의 시대에도 등장하는 유일한 종족이다.
마르고(マルゴ)
여러 곳을 다니면서 고대 유적과 그 유산에 대해 조사하고 있는 고고학자.
켄분(ケンブン)
마르고의 제자이며, 라넬동굴에서 라넬 사해로 가는 동굴을 파고 있었다. 가고시마 사투리 같은 말투를 섞어 말한다.
트런(トロゴ)
조선소에서 광차를 운행하며 '광차타기 미니게임'을 운영하는 사업가

### 적란운 내부
하늘의 대정령 나리샤(ナリシャ)
하늘에 사는 거대한 고래같은 하늘의 정령.
트라이포스가 있는 곳을 알리는 '용사의 노래'에 대한 정보를 가지고 있지만, 파라스파라스에 기생되어 흉포하게 변했었다. 호박스프를 매우 좋아하여 호박바는 매년 호박스프를 큰그릇에 담아 바치고 있다.
외모가『꿈꾸는 섬』에 나오는「바람의 물고기」와 비슷하지만 관계 불명.

### 가십 스톤(ゴシップストーン)
지상에서 여러마리의 나비가 날고 있는 곳에서 여신의 하프를 연주하면 출현한다. 말을 걸면 다양한 소문을 가르쳐 주지만 일부 가십 스톤은 구하기 힘든 귀중한 보물을 고가로 매입해준다. 지금까지의 시리즈처럼 폭탄을 가십스톤 옆에서 터뜨리면 로켓처럼 위로 상승하다 폭발한다.
시커스톤(シーカーストーン)
『시간의 오카리나 3D』에서 처음 등장한 가십 스톤.진행에 도움이 되는 힌트영상을 볼 수 있다. 말 끝을 늘이는 어조로 말한다.
본작에서는 어떤 이벤트때 어느 장소에서 출현한다.

## 지역

### 하늘
스카이 로프트
링크, 젤다, 주민들이 사는 하늘에 떠있는 섬. 스카이 로프트 외에도 크고 작은 섬들이 있다.
밤에는 로프트 버드를 탈수 없으며 몬스터가 배회한다.
적란운 내부
스카이 로프트 근처에 갑자기 출현한 구름. 내부에는 노래섬 외에도 다양한 섬이 떠있고 하늘의 정령인 나리샤의 거처이기도 하다
두꺼운 구름때문에 들어갈수 없었지만 스토리 중반에 열린 구멍으로 들어갈수 있게되어 아울선생과 오스트가 찾아간다.

### 필로네의 숲 (フィローネの森)
봉인의 땅(封印の地)（하이리아의 땅（ハイリアの地）)
필로네의 숲 외곽에 있는 곳.
「봉인된 괴물」이 봉인된 곳이며 거대한 나선형의 지형을 하고 있다. 이야기가 진행되면 버든이 거대한 레일을 설치하고 봉인된 괴물과 몇번 대치하는 곳이다.
원래는 스카이 로프트의 여신상이 있던 장소이다.
필로네의 숲(フィローネの森)
수룡 필로네가 지배하는 거대한 큰 나무를 중심으로 펼쳐진, 동식물이 풍부한 지역. 이야기 후반 수룡 필로네에 의해 수몰되었다가 되돌려 졌다. 황혼의 공주에 나오는 같은 이름의 숲과는 관계 불명.
플로리아 호수(フロリア湖)
필로네의 숲의 수원(水原)이 되고있는 호수이며 올딘 화산의 정상까지 그 지류가 뻗쳐있다. 패러리 족과 수룡 필로네의 거처이기도 하다.

### 올딘 화산 (オルディン火山)
올딘 화산(オルディン火山)
작열하는 용암이 끓어오르는 활화산. 기슭에서 두그마 족이 살고 있다.
화룡 올딘에 의하면 예전엔 지상인과 지하인이 공존하던것 같다.
화산 정상(火山山頂)
올딘 화산 봉우리. 매우 고온이기 때문에 보통 상태론 갈수 없다.
안쪽엔 과거 문명의 흔적이 존재한다. 화룡 올딘이 거처.

### 라넬 사막 (ラネール砂漠)
라넬 사막(ラネール砂漠)
예전엔 여러 식물들과 시공석 채굴을 위한 갱도가 퍼져있던 곳이지만 현재는 문명이 쇠퇴하고 급격한 사막화에 의해 지질이 변하고 있다. 시공석에 의해 지질이 변한다.
라넬 광산(ラネール鉱山)
라넬 사막 외곽에 있는 광산. 다른 곳과 마찬가지로 사막화가 진행되고 있다.
시간의 신전(時の神殿)
과거의 세계로 갈수 있는 「시간의 문」이 있는 신전이며, 지하로는 라넬 연석장과 지하로
이어져있다. 시리즈에 나오는 같은 이름의 신전과의 관계는 불명.
라넬 사해(ラネール砂海)
한때 광활한 바다였지만 현재는 바싹 말라버려 모래바다가 되고 있다. 레일이 깔린 조선소와 버려진 해적선등이 있다.
라넬 협곡(ラネール渓谷)
전룡 라넬이 거처하고 있는 지역. 큰 시공석들을 채굴 하던것 같다.

## 던전
- 천공의 신전（일:天望の神殿 영：Skyview Temple）

- 대지의 신전（일:大地の神殿 영：Earth Temple）

- 라넬 연석장（일:ラネール錬石場 영：Lanayru Mining Facility）

- 고대의 대석굴（일:古の大石窟 영：Ancient Cistern）

- 사막위의 배（일:砂上船 영：Sand Ship）

- 과거의 대제전（일:古の大祭殿 영：Fire Sanctuary）

- 하늘의 탑（일:空の塔 영：Sky Keep）

## 개발 경위
개발기간이 5년인것과 총 100명의 직원이 참여한 것이 "Nintendo 3DS Conference 2011"과 "사장이 묻는다"에 나와있다.공식적 자리에서 처음 언급된것은 2008년 E3라운드 테이블에서이며,이때 Wii용 젤다 신작이 개발 중이라고 미야모토 시게루가 발언했다. 또한 이 팀은 DS용 젤다（대지의 기적）을 개발하고 있는 팀이라는 것이 소개 되었다.（멤버 교체 등이 있다) 2009년 E3 라운드 테이블에서 미야모토 시게루에 의해 하나의 컨셉 아트가 공개되어 Wii모션 플러스에 대응 하는 것과 출시연도는 2010년을 목표로 하고 있는 것도 밝혀졌다. 2010년 E3에서 Skyward Sword라는 제목과 공식적으로 발표된 트레일러와 스크린 샷, 조작 방법등이 공개, 시연되었다. 또한 발매 예정시기가 2011년으로 연기되었다. 2011년 E3에서 새로운 트레일러와 스크린 샷이 공개되었다. 또한 게임 에 "슈퍼 마리오 갤럭시"와 같이 오케스트라 연주의 배경음악을 이용한것과, Wii리모컨 플러스 사양의 황금색 Wii리모컨이 발매되는 것도 밝혀졌다,
본작의 개발 스토리에서 시각적 면에서 변화가 있었던것이 아니라 게임의 기본 조작 등의 구조 부분에서 변화가 이루어졌다고 한다. 미야모토 시게루는 2010년 E3 라운드 테이블에서 "'젤다의 전설'을 몇번이나 플레이한 사람이 있다는 것은 구조가 재미있기 때문이라 생각합니다. 그것이 점점 던전의 수와 스토리 길이에 관심이 옮겨가기 쉽지만, 다시 원점으로 돌아가 재미있는 놀이를 만들고 싶다는 마음이 강합니다"라고 말했다.

## 기타
- 일반판중 2011년 출하분에는 25주년 오케스트라 콘서트 곡을 수록한 스페셜CD가 부속된다. 또한 젤다 25주년 기념 패키지에는 일반판의 CD이외에 특제 황금색 WIi리모컨 플러스와 WIi리모컨 재킷이 부속된다.
- 용사의 노래를 입수 이벤트를 특정 순서로 하면 진행이 안되는 결함이 존재한다. 닌텐도측은 문제 해결 단계를 고지하고 결함이 발생한 세이브 데이터를 수록한 SD 메모라카드나 Wii본체를 운송받아 복구해주는 서비스와 WIi체널에서의 복구 서비스를 실시하고 있다.[13]
- 2011년 12월 16일부터 클럽 닌텐도에서 골든 눈차크의 포인트 교환 서비스 (600포인트)를 시작한다. 2012년 2월 20일까지 '스카이워드 소드'의 일련번호를 등록한사람은 400포인트로 교환할 수 있도록 우대 서비스를 하고 있다.[14]
- 『닌텐도 공식 가이드북 하이랄 히스토리아 젤다의전설 大全』에히메카와 아키라의 컬러 8페이지를 포함한 총 32페이지의 코미컬라이즈 판이 게재되어 있다. 내용은 본 게임에서 단편적으로만 말한 여신 하이리아와 악마와의 싸움을 그린것으로 게임 본편의 전날의 이야기가 된다.

## 평가
| 평가 |        |
| --- | ------ |
| 통합 점수 통합사 점수 메타크리틱 93/100 [ 15 ] 평론 점수 평론사 점수 1UP.com B+ [ 16 ] 디스트럭토이드 9.5/10 [ 17 ] 에지 10/10 [ 18 ] EGM 8.5/10 [ 19 ] 유로게이머 10/10 [ 20 ] 패미츠 40/40 [ 21 ] 게임 인포머 10/10 [ 22 ] 게임스팟 7.5/10 [ 23 ] 게임스레이더+ [ 24 ] 게임트레일러스 9.1/10 [ 25 ] IGN 10/10 [ 26 ] Joystiq [ 27 ] 닌텐도 파워 9.5/10 [ 28 ] ONM 98% [ 29 ] VideoGamer.com 10/10 [ 30 ] |        |
| 통합 점수 |        |
| 통합사 | 점수   |
| 메타크리틱 | 93/100 |
| 평론 점수 |        |
| 평론사 | 점수   |
| 1UP.com | B+     |
| 디스트럭토이드 | 9.5/10 |
| 에지 | 10/10  |
| EGM | 8.5/10 |
| 유로게이머 | 10/10  |
| 패미츠 | 40/40  |
| 게임 인포머 | 10/10  |
| 게임스팟 | 7.5/10 |
| 게임스레이더+ | [ 24 ] |
| 게임트레일러스 | 9.1/10 |
| IGN | 10/10  |
| Joystiq | [ 27 ] |
| 닌텐도 파워 | 9.5/10 |
| ONM | 98%    |
| VideoGamer.com | 10/10  |